# Rubus fuscorubens
Rubus fuscorubens är en rosväxtart som beskrevs av Wilhelm Olbers Focke. Rubus fuscorubens ingår i släktet rubusar, och familjen rosväxter. Inga underarter finns listade i Catalogue of Life.